# Rueil-la-Gadelière
 Rueil-la-Gadelière ist eine französische Gemeinde mit 469 Einwohnern (Stand 1. Januar 2022) im Département Eure-et-Loir in der Region Centre-Val de Loire; sie gehört zum Arrondissement Dreux und zum Kanton Saint-Lubin-des-Joncherets.
Rueil-la-Gadelière wurde 1858 durch die Zusammenlegung der Orte Rueil und La Gadelière gebildet.

## Hydrologie
Durch das Gemeindegebiet verläuft der Fluss Buternay, der an der nördlichen Grenze in die Avre mündet. Entlang des Buternay und seines Zuflusses Lamblore werden mehrere Quellen gefasst und im Avre-Aquädukt zur Trinkwasserversorgung nach Paris abgeleitet.

## Bevölkerungsentwicklung
| Jahr      | 1962 | 1968 | 1975 | 1982 | 1990 | 1999 | 2008 | 2014 |
| Einwohner | 246  | 311  | 305  | 406  | 455  | 476  | 464  | 533  |

## Persönlichkeiten
- Maurice de Vlaminck (1876–1958), Maler, starb in Rueil-la-Gadelière

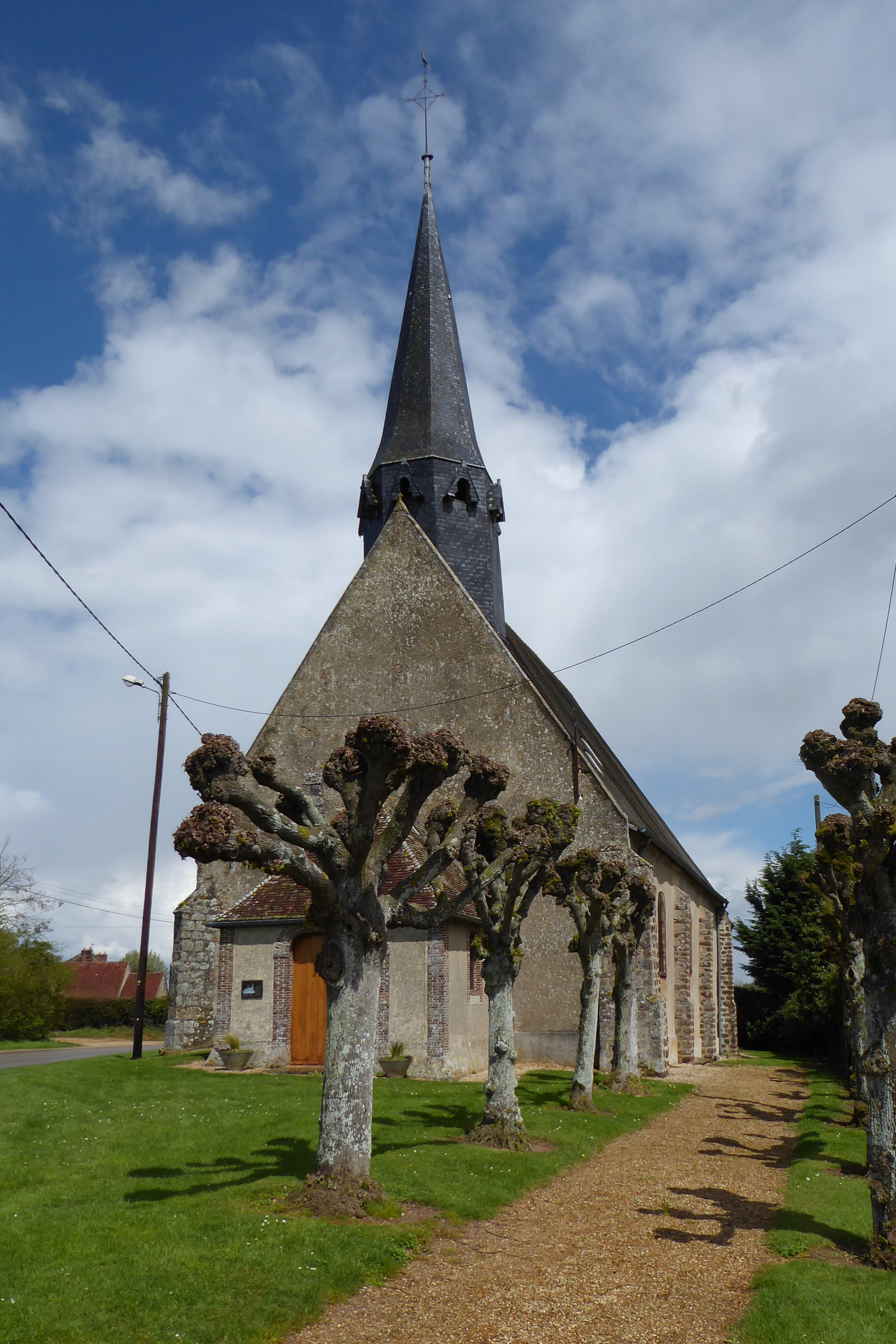
Kirche Saint-Denis